# Samsung Digital City
Ne doit pas être confondu avec Samsung Town.
La Samsung Digital City ou Samsung City, littéralement « Ville numérique Samsung », est un campus situé à Suwon en Corée du Sud abritant l'un des sièges Samsung Electronics ainsi que des usines et bureaux de recherche du Groupe Samsung.

## Histoire
Samsung Electronics est fondée par Lee Byung-chul en 1969 à Suwon, à quarante kilomètres de Séoul. Au fil des années, l'entreprise s'est diversifiée et plusieurs filiales ont été créées : Samsung Electro-Mechanics, Samsung SDI, Samsung Display, etc. En réponse à l'importante demande de composants électroniques, plusieurs usines sont créées en Corée du Sud par Samsung, notamment des sites de production de semi-conducteurs à Yongin et Hwaseong, ainsi qu'à Austin aux États-Unis. Depuis les années 1970, plusieurs centres de recherche ont été créés mais ne permettent pas de centraliser les ingénieurs et chercheurs du groupe.
En 1980, un pôle de recherche « R1 » est créé à Suwon, accompagné de bureaux, premiers bâtiments notables de la « Digital City ». Le complexe est agrandi en 1987 avec l'ajout du pôle « R2 ». Samsung Electronics adopte ainsi une stratégie de « cluster » – « grappe d'entreprises » –, c'est-à-dire la concentration de pôles de recherche et de production en un même site. Elle est complémentaire à la politique de refus de la sous-traitance des composants électroniques. La fabrication de toutes les pièces des produits nécessite donc de nombreux sites de production et un nombre très important d'employés, mais permet d'améliorer la productivité et les contrôles de qualité.
Au début des années 2000, le projet d'agrandissement du complexe de Suwon est étudié. Un centre « R3 » pour la recherche des téléphones Samsung Mobile est ouvert en 2001, suivi en 2005 du « R4 » pour les téléviseurs. Dans le même temps, certaines des usines sont reconverties en bureaux et centres de recherche et développement. En 2013, le pôle « R5 » est créé afin d'améliorer la recherche dans les secteurs de l'Internet des objets. Le bâtiment, de 27 étages, est le plus grand du complexe, avec une surface d'environ 300 000 m2 et relie les tours R3 et R4 au reste du campus,.